# Estação Ferroviária de Samora
A Estação Ferroviária de Zamora é uma interface ferroviária mista (de linhas convencionais e de Alta Velocidade) que serve a cidade de Zamora, em Espanha. Situada na Linha Zamora-Corunha, nela se produz o entroncamento desta com a Linha Medina del Campo-Zamora . Actualmente, é também servida pela Linha de Alta Velocidade Olmedo-Zamora-Galiza, construída de raiz e que a liga a Galiza ao centro de Espanha. 